# کالومپتون
latitudeکالومپتونlongitudeکالومپتون
کالومپتون (به انگلیسی: Cullompton) یک بلوک شهری در بریتانیا است که در انگلستان واقع شده‌است.

## خصوصیات
کالومپتون ۷٬۶۰۹ نفر جمعیت دارد.